# Bourriot-Bergonce
Bourriot-Bergonce (gaskonsko Borriòt e Bergonsa) je naselje in občina v francoskem departmaju Landes regije Akvitanije. Naselje je leta 2009 imelo 324 prebivalcev.

## Geografija
Kraj leži v pokrajini Gaskonji 35 km severovzhodno od Mont-de-Marsana.

## Uprava
Občina Bourriot-Bergonce skupaj s sosednjimi občinami Arue, Cachen, Labastide-d'Armagnac, Lencouacq, Maillas, Pouydesseaux, Retjons, Roquefort, Saint-Gor, Saint-Justin, Sarbazan in Vielle-Soubiran sestavlja kanton Roquefort s sedežem v Roquefortu. Kanton je sestavni del okrožja Mont-de-Marsan.

## Zgodovina
Občina je bila ustanovljena leta 1906 iz dela občine Retjons, sestavljena iz zaselkov Bourriot (sedež občine), La Gare, nekdanje železniške postaje, in Bergonce.

## Zanimivosti
- cerkev sv. Martina, Bourriot,
- cerkev Saint-de-la-Porte-Latine, Bergonce.